# Liste des États des États-Unis de Colombie

Division politique des États-Unis de Colombie en 1864.

Entre 1863 et 1886, le territoire des États-Unis de Colombie est composé de neuf États fédérés appelés « États souverains » selon la Constitution de 1863 :
- État souverain d'Antioquia
- État souverain de Bolívar
- État souverain de Boyacá
- État souverain de Cauca
- État souverain de Cundinamarca
- État souverain de Magdalena
- État souverain du Panamá
- État souverain de Santander
- État souverain de Tolima